# Кејуга (Оклахома)
Кејуга (енгл. Cayuga) насељено је место без административног статуса у америчкој савезној држави Оклахома.

## Демографија
По попису из 2010. године број становника је 140, што је 35 (33,3%) становника више него 2000. године.
| Група             | 2000.      | 2010.       |
| Белци             | 73 (69,5%) | 107 (76,4%) |
| Афроамериканци    | 0 (0,0%)   | 0 (0,0%)    |
| Азијати           | 0 (0,0%)   | 0 (0,0%)    |
| Хиспаноамериканци | 2 (1,9%)   | 2 (1,4%)    |
| Укупно            | 105        | 140         |